# Max Röger
Max Röger (ur. 18 grudnia 1989 w Brandenburgu) – niemiecki wioślarz.

## Osiągnięcia
- Mistrzostwa świata U-23 – Glasgow 2007 – dwójka bez sternika wagi lekkiej – 4. miejsce.
- Mistrzostwa świata – Poznań 2009 – dwójka bez sternika wagi lekkiej – 8. miejsce.
- Mistrzostwa świata – Amsterdam 2014 – czwórka podwójna wagi lekkiej – 2. miejsce